# EPEAT

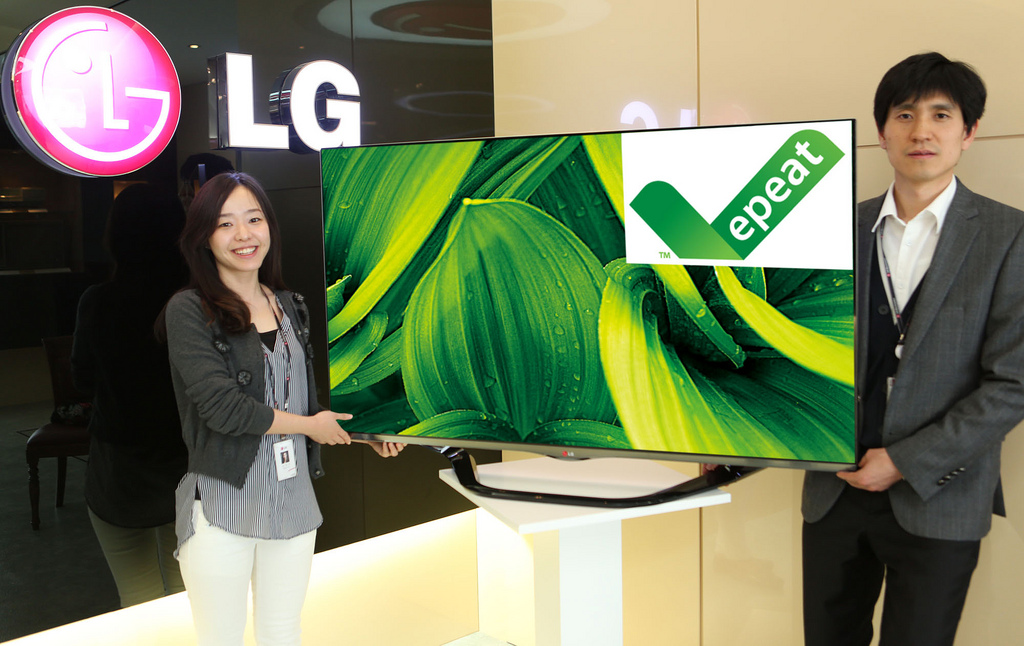
Présentation de LG

Electronic Product Environmental Assessment Tool (EPEAT) est un écolabel permettant au consommateur d'évaluer l'effet d'un produit informatique sur l'environnement. Il distingue les produits certifiés en trois catégories répondant à différents critères de performance environnementale.
EPEAT fut créé et est toujours géré par le GEC (Green Electronics Council), un programme de l'ISDF (International Sustainability Development Foudation), organisation à but non lucratif qui « imagine un monde où le commerce, les communautés et la nature se développent en harmonie ».
Pour qualifier des produits électroniques à la norme IEEE 1680, famille de produits électroniques écoconçus, le GEC a signé un Mémorandum d'entente avec un groupe d'organismes d'évaluation technique et environnemental.

## Obtention du label
L'obtention du label se fait en réalité par une auto-évaluation des constructeurs, mais le GEC réalise régulièrement des contrôles aléatoires pour vérifier le respect des critères par les constructeurs. Plus spécifiquement, l'équipement informatique (PC, portables, écrans) est évalué sur 51 critères – 23 obligatoires et 28 optionnels – qui mesurent l'efficacité et la durabilité des produits. 
Ces critères sont classés en différentes catégories :
- réduction / élimination des substances dangereuses
- choix de composants respectant l’environnement
- prise en compte de la fin de vie du matériel dès la conception
- durabilité du matériel
- économie d’énergie
- recyclage
- emballage

etc.
Fait notable, d'autres éco-labels comme Energy Star font partie des critères évalués.
Une fois évalués les produits sont alors classés par un label or, argent ou bronze (Gold, Silver, Bronze) selon le nombre de critères optionnels auxquels ils répondent.
C'est donc un outil pratique pour les  administrations comme par exemple Pôle emploi,, collectivités et autres entreprises qui veulent acquérir de manière transparente du matériel informatique écoconçu.
À titre d'exemple, le 24 janvier 2007, le président George W. Bush imposa par une directive que le label EPEAT soit un prérequis des marchés publics informatique des gouvernements des États-Unis.
Depuis mai 2011 l'organisation internationale Dekra dispose d'un réseau d'experts EPEAT locaux en Europe, en Chine et en Amérique du Sud pour aider à la formation des fabricants, des fournisseurs et des acheteurs de produits électroniques

## Histoire
2006 : date de création du label. Comme le nom du standard (IEEE 1680-2006) sur lequel il repose le suggère,
2009 : le standard IEEE 1680.1-2009 est officialisé. C'est une évolution d'IEEE 1680-2006 qui semble cependant toujours en vigueur à l'heure actuelle
2012 : la labellisation des imprimantes (IEEE 1680.2-2012) et des écrans de télévision (IEEE 1680.3-2012) entre en vigueur.

## Perspectives
2013 : les travaux autour de la labellisation des serveurs (IEEE 1680.4) et des terminaux mobiles (IEEE 1680.5) se poursuivent, ils devraient entrer en vigueur à la fin de l'année.

## Polémique à propos du Retina MacBook Pro d'Apple
En 2012, le Retina MacBook Pro d'Apple apparu sur EPEAT avec une notation Gold après avoir brièvement décidé de retirer tous ses produits du classement de cet écolabel. L'ordinateur portable fut accepté suivant un certain nombre de modifications du standard (par exemple spécifiant que la présence de ports USB permettait à présent d'assurer l'exigence d'évolutivité ou que les outils pour démonter l'ordinateur nécessitait seulement d'être en vente).
iFixit décrivit ce produit comme étant "l'ordinateur le moins réparable et le moins recyclable connu depuis plus de dix ans", et rejoint Greenpeace pour dénoncer un cas suspecté de greenwashing.